# Odörisering
Odörisering är en process där ett luktämne tillsätts luktlösa brandfarliga gaser så att de lätt ska kunna upptäckas med luktsinnet. Typiska exempel på gaser som har tillsatt odöriseringsämne är stadsgas och gasol. Exempel på odöriseringsämnen är etylmerkaptan och tetrahydrotiofen.
Det räcker ofta med en mycket liten andel tillsatt odöriseringssämne för att en annars luktlös gas ska kunna detekteras med hjälp av luktsinnet.